# هنریک سمباتیان
هنریک هامازاسپی سمباتیان (ارمنی: Հենրիկ Համազասպի Սմբատյան؛  زادهٔ ۱۲ مهٔ ۱۹۳۴ - درگذشته ۸ سپتامبر ۲۰۱۵) نوازنده ویولن، کارشناس آموزشی اهل ارمنستان بود. وی بین سال‌های ۱۹۶۲ تا؟ میلادی فعالیت می‌کرد.

## زندگی‌نامه
وی در ۱۲ مهٔ ۱۹۳۴ در ایروان به دنیا آمد و از کنسرواتوار دولتی کومیتاس ایروان (۱۹۵۶) فارغ‌التحصیل گشت. . همچنین برندهٔ جوایزی همچون هنرمند شایسته ارمنستان شوروی (۱۹۷۴) شده است. وی در ۸ سپتامبر ۲۰۱۵ در سن ۸۱ سالگی درگذشت.